# Venngarns slottskapell
Venngarns slottskapell (även Vänngarn eller Vängarn) är en slottskyrka inne i Venngarns slott, i Sankt Olofs socken norr om Sigtuna i Uppland. Slottskapellet är inrymt i slottsbyggnaden med ingång från huvudportalen. Venngarns slottskapell, som är särskilt välbevarat, ligger på västra stranden av Garnsviken av Mälaren, omkring 5 km norr om Sigtuna.

## Vasastil

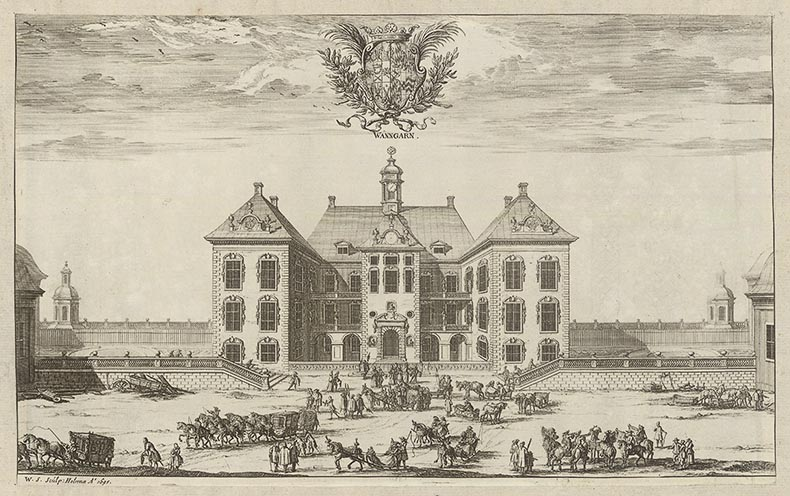
Venngarns slott cirka 1695. Kopparstick av Willem Swidde i Suecia Antiqua et Hodierna. Slottskapellet ligger en halv trappa ner i den östra flygeln, som ses till vänster på bilden.

Kronogodset Venngarn donerades 1627 till greven Frans Berendt von Thurn och sålde av hans änka 1653 till greve Magnus Gabriel De la Gardie. Därmed inleddes en glansperiod för Venngarns slott. År 1686 reducerades Venngarn och sedan dess har slottet varit i kronans ägo; från 1916 till 1983 var det statlig alkoholistanstalt. Under denna tid lät man på 1930-talet rusta slottet och barockkapellet restaurerades. Före greve Magnus tid låg festsalen på Venngarn i det senare som blev hans slottskapell. Kapellets innertak har kvar rikt profilerade rutor, ett så kallat kassettak, vilket tyder på att det är ett renässansarbete i Vasastil. Idag finns kapellet med barockutsmyckning, måleri och skulptur kvar som ett mästerverk från 1600-talet. År 1935 blev Venngarn byggnadsminne.
Kapellet ligger i slottets källarplan och slottet rymmer ett medeltida stenhus med två rum, som troligen vid 1400-talets slut försågs med en flygel i söder. Denna upptas nu till såväl plan som höjd av slottskapellet. Under 1500-talet och början av 1600-talet har stenhuset breddats, förlängts och förhöjts samt försetts med en flygel i två våningar i norr. Under 1660-talet tillkom en flygel i söder och trapphuset. Vidare förhöjdes norra flygeln, ändrades rumsindelningen och nyinreddes bland annat slottskapellet.
Slottskapellet har få motsvarigheter i landet och där hålls ännu gudstjänster i rikt dekorerad 1600-talsmiljö.

## Kyrkorummet
Magnus Gabriel De la Gardie lät på 1600-talet omgestalta Venngarns slott och kapellet med hjälp av arkitekten Jean de la Vallée.
Genom att gå en halv trappa ned från gårdsporten når man kapellet. Man kommer då in i kapellet genom den dörr som var avsedd för gårdens och hovets folk. Från sin bostadsvåning hade greveparet direkt ingång till herrskapsläktaren. Slottskapellet lämnades helt orört då kronan tillträdde Venngarn 1686. Sedan dess har inget tillkommit och bara några få detaljer har försvunnit. Kapellet är därmed ett av landets bäst bevarade kyrkorum från stormaktstiden. 
Kyrkorummet i sin helhet blev redan under reformationen ett hus för församlingen där man kunde fira gudstjänsten. Predikan och evangelium var viktigare än nattvarden, som till en början till och med var frivillig. Nattvardsmässa skulle över huvud taget inte hållas om inte kommunikanter fanns närvarande, enligt 1571 års kyrkoordning. 
Under 1600-talet hade nattvardsfrekvensen stabiliserats och varje församlingsbo torde ha deltagit i nattvarden tre till fyra gånger om året. Allt oftare ersattes högmässan med "högpredikan" eller den moderna söndagsgudstjänsten. Även om 1686 års kyrkolag slog fast att kyrkan var helgad åt "Herranom" och gudstjänstlokalen på nytt blev tempel förringades mystiken kring altarfunktionen en gång för alla i den svenska kyrkan. Inga ceremonier behövde ske bakom skrank eller i det särskild rum som koret utgjorde. Koret krympte till endast en plats för altaret eller försvann helt, som i Drottningholm eller Venngarn. Under 1700-talet hade de sista skranken försvunnit. Då kom istället altarringen att inhägna det enda lilla utrymme som fortfarande reserverats för prästen.

## Kapellets interiör
Före greve Magnus Gabriel De la Gardies tid låg festsalen på Venngarn i det som blev hans slottskapell. Kapellets innertak har kvar rikt profilerade rutor, ett kassettak, vilket tyder på att det är ett renässansarbete i Vasastil. Kapellet med barockutsmyckning, måleri och skulptur, finns kvar idag som ett mästerverk från 1600-talet. Kyrkan är slottets märkligaste del. Kapellet rymmer en av de finaste barockinredningar som finns bevarade i Sverige. Den ovanligt rika inredningen är typisk och avslöjande. 
- Det finns över huvud taget inget kor här. Ingången till kyrkan ligger mitt för altaret och framför bänkarna. Alltså passerade gårdens folk altaret på vägen till sina sittplatser.
- Kapellet domineras av läktaren som hade direkt ingång från makarnas privata gemak. Det skulle tjäna godsets folk, och framför allt dess herrskap. Man har god kontakt med kyrkorummet i dess helt från läktaren. Härifrån ses altaret, predikstolen, som är ovanligt placerad med trappa i yttermuren, samt orgeln och orgelläktaren med de allegoriska målningarna.
- Läktaren är förnämligare utformad än kyrkorummet i övrigt och har direkt förbindelse med makarnas privata gemak. Paret behövde åtminstone inte blanda sig med folket vid gudstjänsttid. Kyrkan är också intressant ur en annan aspekt. Den är ett enastående exempel på 1600-talspietism i sitt bildprogram. Detta återspeglas i många andaktsböcker och bönböcker, bland annat de i Sverige mycket populära Johann Arndts skrifter, där luthersk och medeltida katolsk fromhet förenats.[1]
- I inredningen märks den grevliga läktaren, som är prydd med De la Gardieska och Pfalziska vapensköldarna, vilka även återfinns på det väl bevarade antependiet.
- Sittplatsernas antal i kapellet är cirka 100 platser.
- Altaruppsatsen i kapellet är ett tidigt arbete av Hans Swant på 1650-talet. Altaruppsatsen skiljer sig i utförande från kapellet övriga inrdningsföremål. Den ansluter nära till arbeten av Hans Swant med sina sidovingar samt överstycke i rik broskverksornamentik. Altaruppsatsens talar för att det är ett tidigt arbete av Swant. Utformningen av sidovingarna till Venngarns altaruppsats står mycket nära samma detaljer på Swants altaruppsats i Skara domkyrka.
- Altartavlan föreställer Jesus i Getsemane. Den är antagligen ett krigsbyte. Tidigare kröntes anordningen vid altartavlan av den ecce homo-framställning som nu är uppsatt på höger sida. Konstnärerna är okända. Till den tidigare anordningen hörde även de flankerande ärkeänglarna, Gabriel med korsstaven och Mikael med spjutet.
- Predikstolen sitter mitt på den södra väggen, exakt i jämnhöjd med herrskapsläktaren, så att predikanten varit vänd direkt mot greveparet. Predikstolen sitter ovanför bänkarna och mitt för denna herrskapets läktare.
- Trappan till predikstolen går kuriöst nog inne i ytterväggen. Predikstolens och läktarbarriärens målningar speglar ovanligt tidigt och konsekvent pietismen, som började växa fram under 1600-talet. Predikstolen har allegoriska målningar.Citat och bild ska läsas och tolkas samtidigt och citat och bild på predikstolen ska dessutom kopplas ihop med statyetterna på taket, dessa är Tron, Hoppet och Kärleken.
- Kassettaket i renässans är ett par generationer äldre än slottet och hör till det sena 1500-talet. Intressant är att Magnus Gabriel De la Gardie medvetet gav sitt slott en föråldrad karaktär genom att flytta dit stenspisar och andra byggnadsdelar från palatset Makalös i Stockholm. Makalös var namnet på De la Gardieska palatset vid Norrström, söder om Kungsträdgården i Stockholm. Det var en av de förra ägarna, Jacob De la Gardie, som 1635 hade låtit bygga slottet Makalös, som uppfördes 1635–1643, vid Norrström där nuvarande Karl XII:s torg ligger, och revs efter en brand 1825. Några mera privata rum har bevarade takmålningar av Nicolas Vallari, men de stora festrummen försvann vid en genomgripande ombyggnad 1730-1731, när Venngarn som kungsgård beboddes av arrendatorer.[2]
- Ett stort antal allegoriska målningar finns på bänkdörrarna och läktarna i kapellet, vilket är ett särdrag. Symboliken är väl genomtänkt. Altaret har också allegoriska målningar. Symboliken vittnar tydligt om rikskanslerns trosinriktning. Han framhöll ofta i skrift sin evighetslängtan och känslan av att leva i en eländets och sorgens obeständliga jämmerdal. Både tröst och hopp finns skildrade i allegorierna. Sin tröst fann De la Gardie i bönens stilla samtal med Gud.
- På orgelläktaren finns en transportabel piporgel, som från början var avsedd att medföras i fält. Orgelläktarens fasaden bär årtalet 1653. Trots att bara några decimeter skiljer herrskapsläktaren från orgelläktaren, har man föredragit att inte bygga samman dem, säkert för att framhäva skillnaden i rang.
- Orgeln i kapellet är en verklig klenod. Den byggdes från början för gudstjänster i fält, men hamnade med tiden på Venngarn. På orgelfasaden står årtalet 1653, men den har både en äldre utsmyckning och ett åtminstone ett halvsekel äldre verk. Att återskapa 1500-talets klanger i orgeln anses möjligt. Man har diskuterat en rekonstruktion av orgeln.
- Golvet är av trä och lagt i kvadratiska mönster, i fiskbensmönster, som kallas Läcköparkett.

## Bilder
Fasaden vid Venngarns slott mot sydöst har en "hylla" efter 1400-talsflygeln, som nu till såväl plan som höjd upptas av slottskapellet. Under 1660-talet tillkom en flygel i söder och trapphuset. Vidare förhöjdes norra flygeln, ändrades rumsindelningen och nyinreddes bland annat slottskapellet och Disasalen.

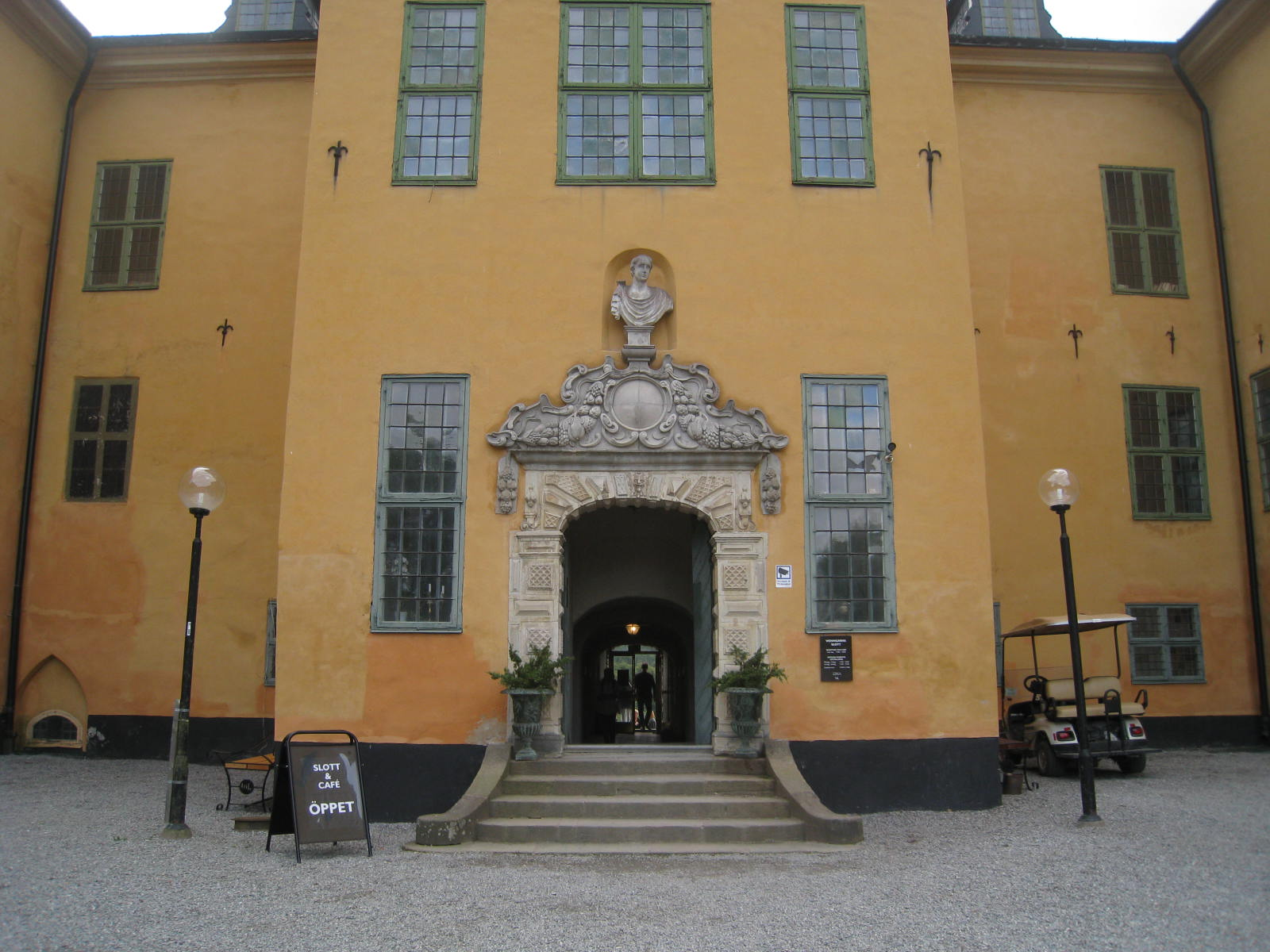
Huvudportalen till slottet och kapellet. Portalen huggen i sandsten av Markus Hebel (död 1664).
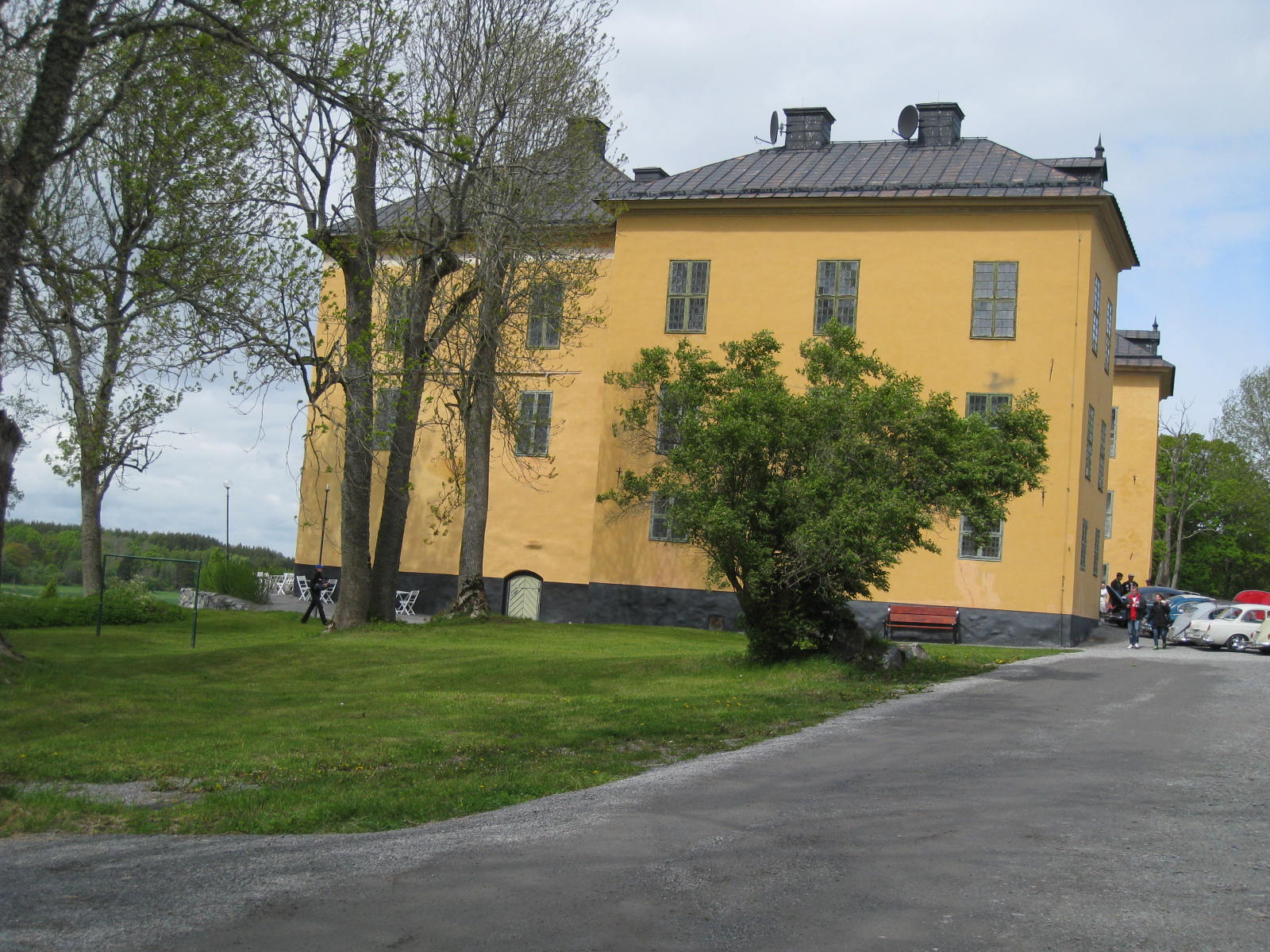
Slottskapellet från söder. Fasaden mot sydöst har en "hylla" efter 1400-talsflygeln.
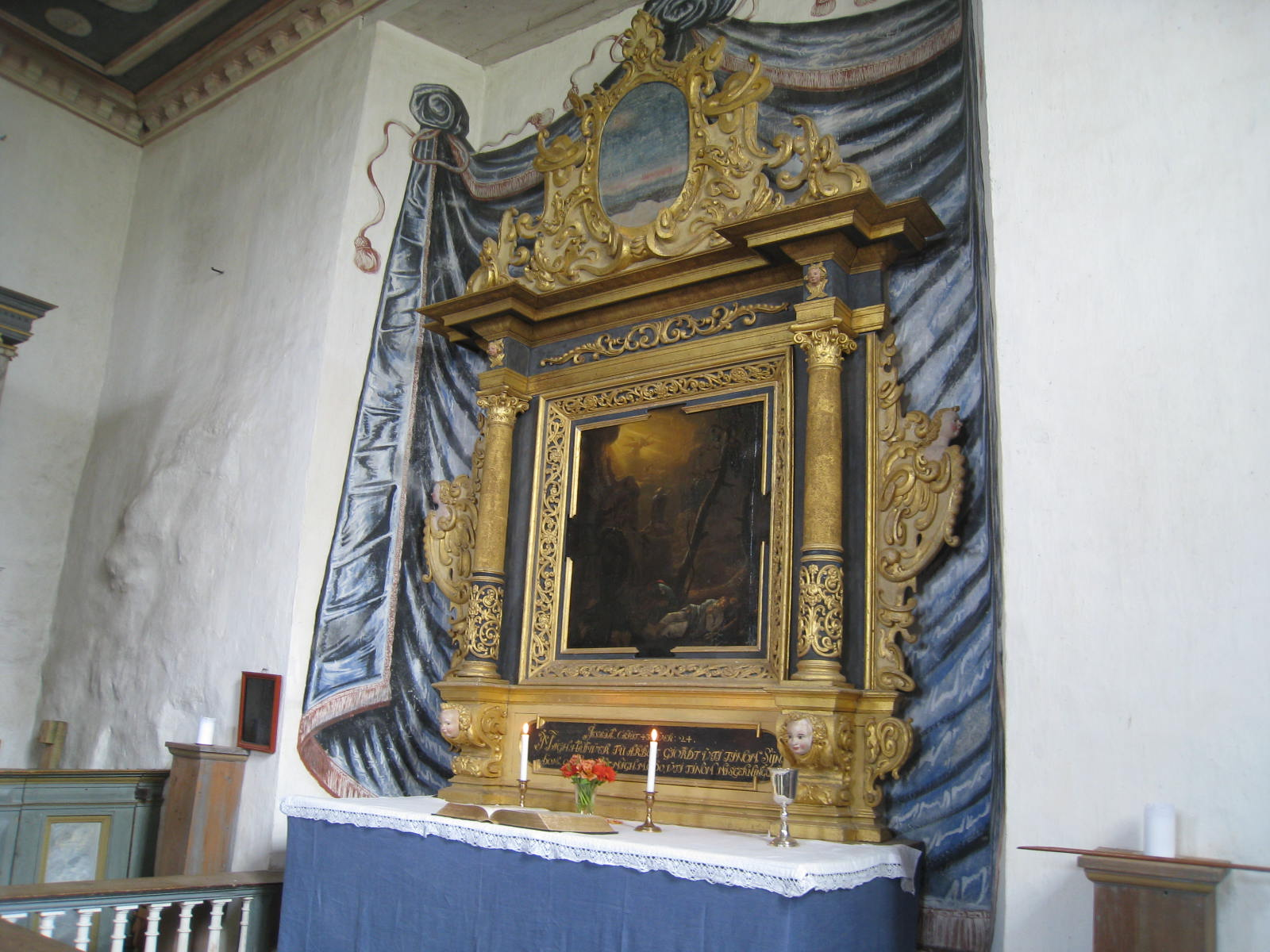
Altaret och altartavlan med motivet Jesus i Getsemane.
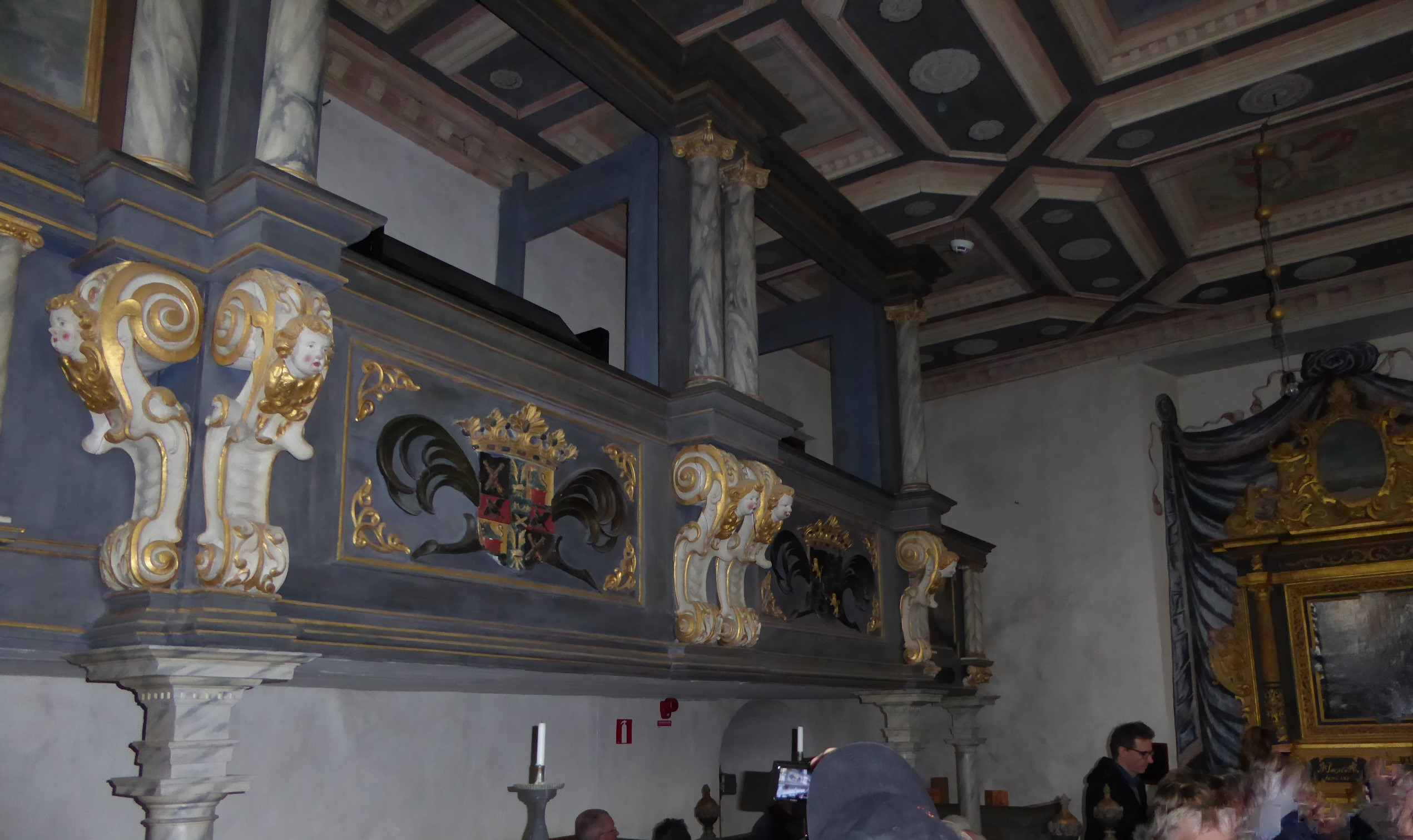
Herrskapsläktaren (norra läktaren) med skulpterade kerubhuvuden, änglar och målningar i barockstil.
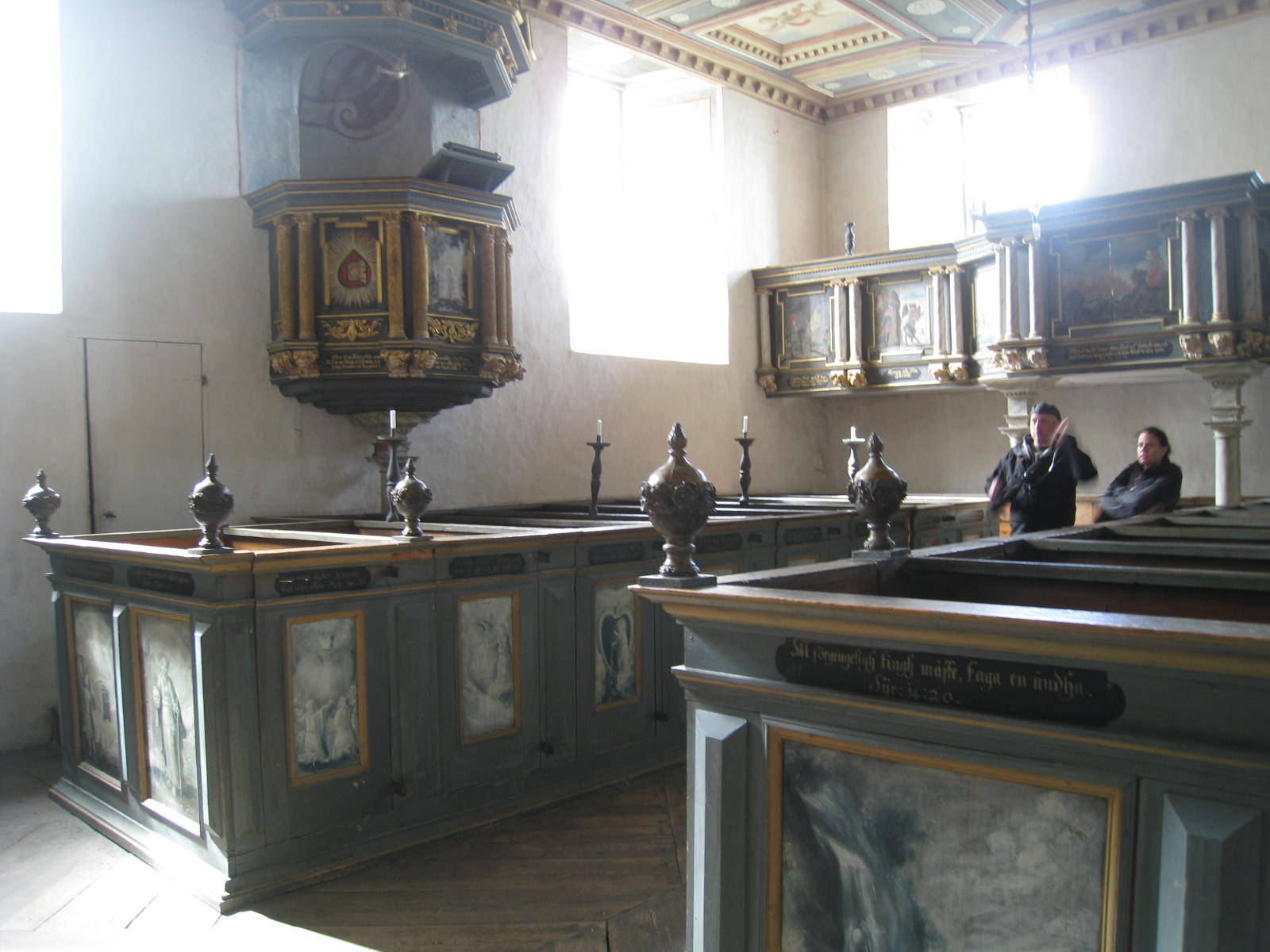
Predikstol och kyrkbänkar.
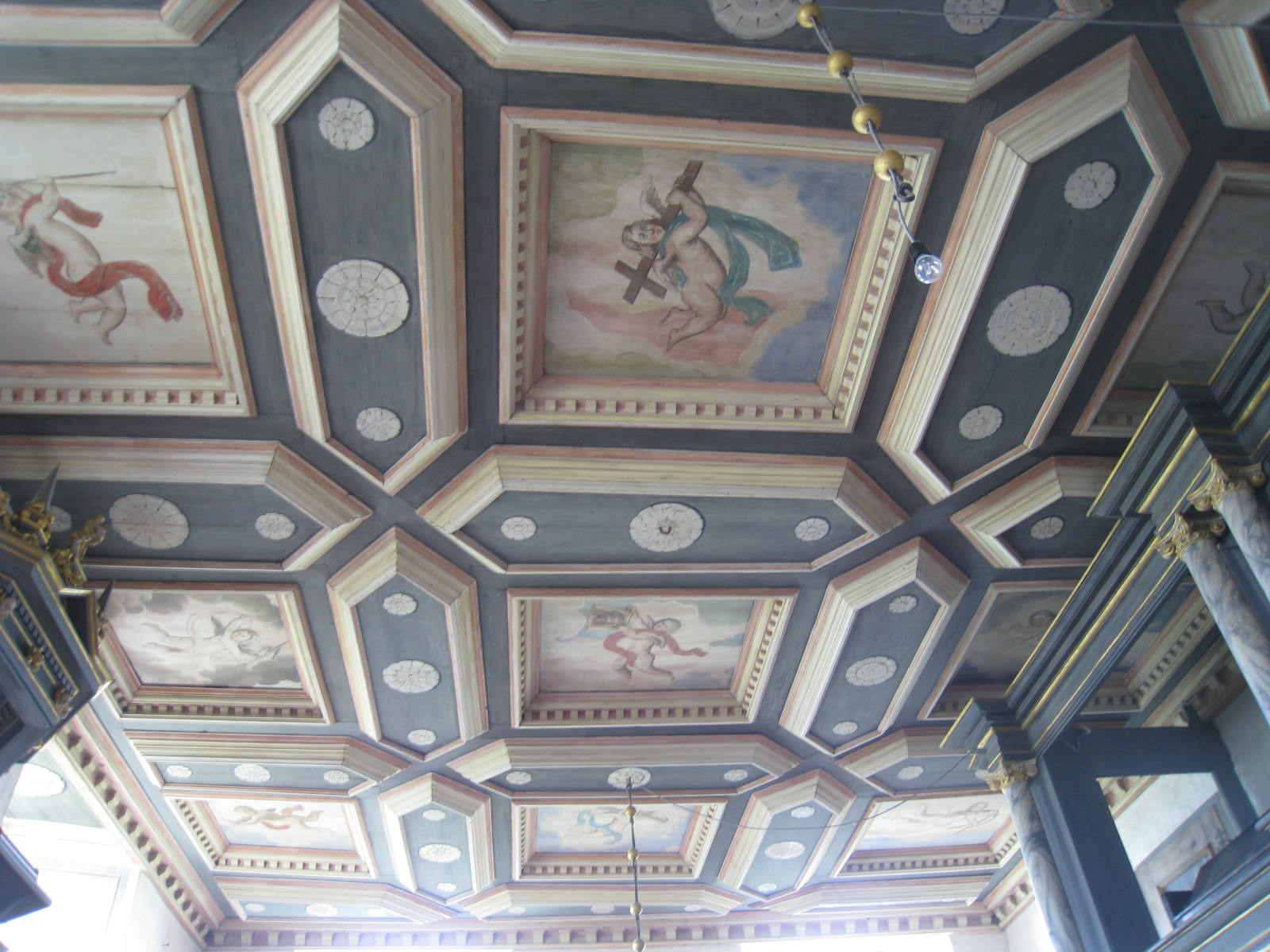
Kassettaket.
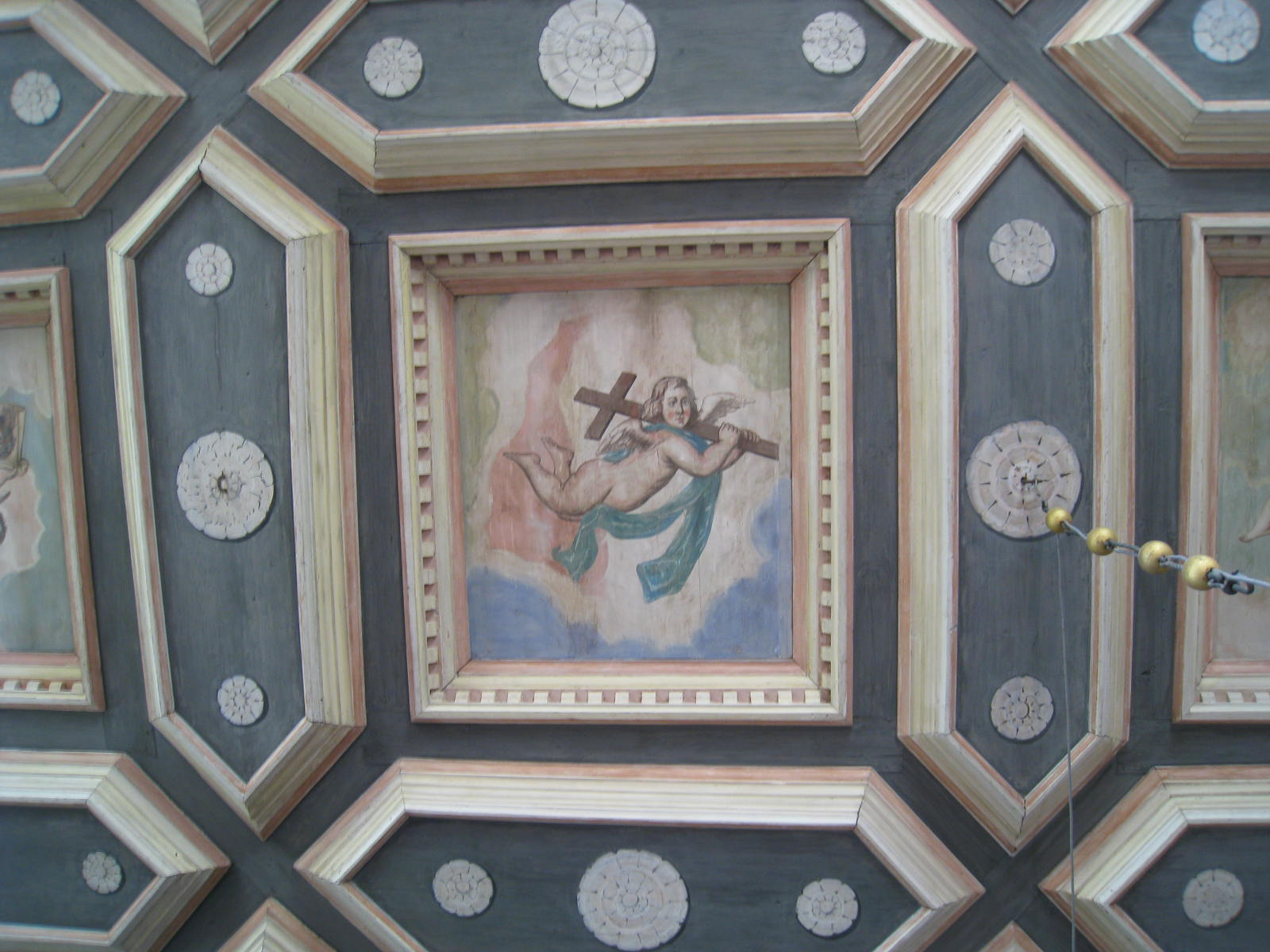
Detalj av kassettaket.

## Byggnationen
Som mest ägde Magnus Gabriel De la Gardie 50 gods i Sverige och dess besittningar. Han hade ett flertal byggen i Stockholmsområdet som byggdes samtidigt. De samtidiga byggena var på Jacobsdal (nuvarande Ulriksdal), Ekholmen och Venngarn. Han satt själv vid ritbrädet och skissade byggnader, inredningar, dirigerade arbetslag, konsthantverkare och konstnärer mellan sina samtidiga byggen. För att anlägga transportvägen mellan Venngarn och Garnsviken kallades soldater in. Skutor med tegel, pråmar med kalk och slupar med stångjärn kom till bryggan. För att härbärgera timmermän, snickare, smeder och målare växte en stugby upp. År 1665 var arbetena på Venngarn, inklusive slottskapellet, slutförda.

## Historik

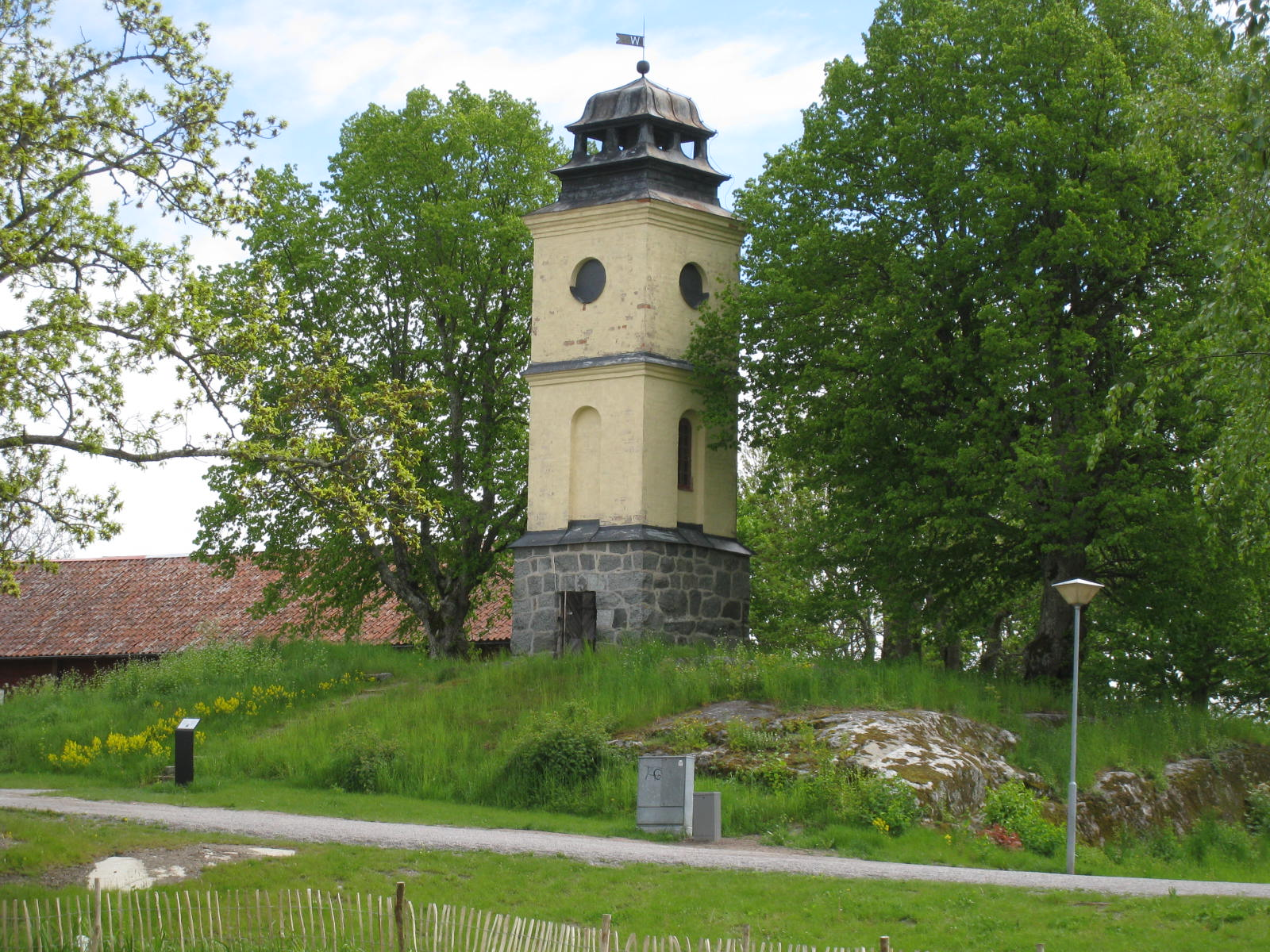
Klockstapeln vid Venngarns slottskapell. På 1950-talet byggdes en transformatorstation om till klockstapel efter ritningar av arkitekt Karl Erik Hjalmarson.

Kapellet i bottenvåningen är slottets märkligaste interiör. Interiören i kapellet hölls samman även efter reduktionen till kronan 1686 tack vare kunglig omsorg när Magnus Gabriel De la Gardie hade avlidit.
Vid 1600-talets mitt kom praktiskt taget hela inredningen till och ett par decennier senare eller har inredningen infogats i kyrkorummet under tiden. Kapellets kassettak i så kallad Vasa-renässans är möjligtvis ett undantag från tidpunkten när inredningen har tillkommit.
Vilken roll som slottets arkitekt Jean de la Vallée haft vid inredningen av kapellet är osäkert, men det är däremot ganska säkert att såväl Magnus Gabriel som hans fromma maka Maria Eufrosyne. Karl X Gustavs syster, satt sin personliga prägel på interiören.
I räkenskaperna omnämns flera hantverkare och konstnärer. Några av dessa har förmodligen direkt utgått från nordtysken Markus Hebels verkstad. En tid före sin död 1664 fanns han på Venngarn. Framför allt torde gesällen, det kanske var hans son, eller kanske det var hans brors, Hans Hebels son, Claes Hebel (Carl Hebel), och Kristoffer Weiditz ha förverkligat Markus Hebels hantverkstraditioner. Claes Hebel var anlitad som bildhuggare av Magnus De la Gardie för arbeten vid Venngarn, där han bland annat inredde slottskapellet. Vid reduktionen lämnades slottskapellet helt orört och inga nya föremål har tillkommit och bara några få detaljer har försvunnit, därmed är kapellet ett av landets absolut bäst bevarade kyrkorum från stormaktstiden. Som dekorationsmålare har flera arbetat i kapellet, såsom Måns Carlinus och Christian Hoppe. Som ledare för arbetet har byggmästaren Andreas Bretzel pekats ut; han var samtidigt verksam som ledare för arbetet vid Jacobsdal (Ulriksdals slott). Även andra konstnärer har nämnts, som till exempel Hans Swant till altaruppsatsen.
På Venngarns slottsområde byggdes på 1950-talet en transformatorstation om till klockstapel av arkitekt Karl Erik Hjalmarson. 1916 blev Venngarns alkoholistanstalt och förvaltningsapparaten låg i slottet med dess magnifika trapphall och målade barocktak. Ombyggnationen var för verksamheten då Venngarn användes som alkoholistanstalt och då direktörens bostad och kansli var i själva slottet. På 1950-talet utfördes en del om- och tillbyggnader efter ritningar av arkitekten Karl Erik Hjalmarson, bland annat denna sinnrika ombyggnad. Klockstapeln står på en höjd nära dammen och dammstugan.

## Bilder

### Interiör
Stenhuset breddades, förlängdes och förhöjdes under 1500-talet och början av 1600-talet. Det förhöjdes med en flygel i två våningar i norr. En flygel i söder  och trapphuset tillkom under 1660-talet. Norra flygeln förhöjdes, rumsindelningen ändrades och nyinreddes, bland annat slottskapellet och Disasalen.

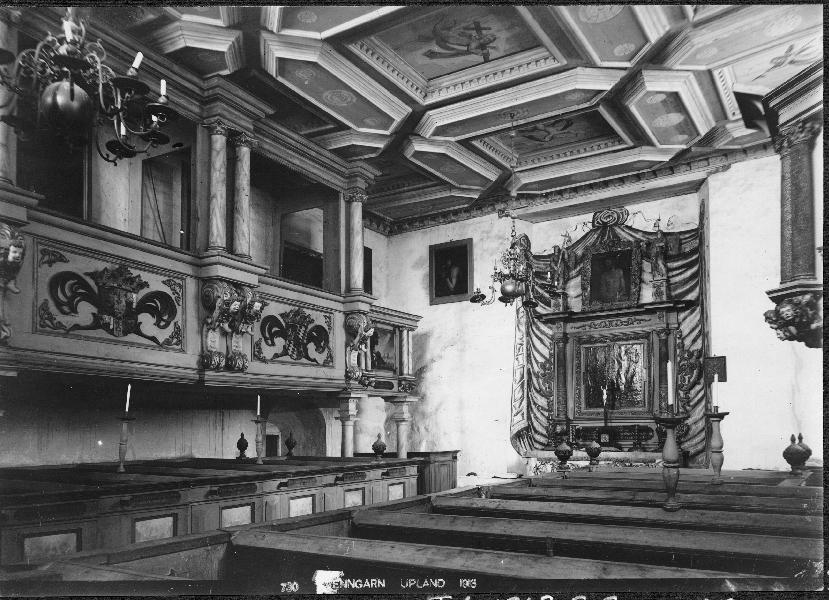
Kapellet har en konsekvent genomförd barockinredning med undantag av kassettaket i så kallad vasarenässans.
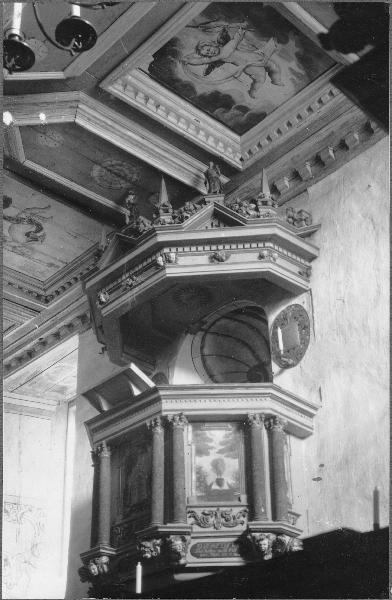
Predikstolen
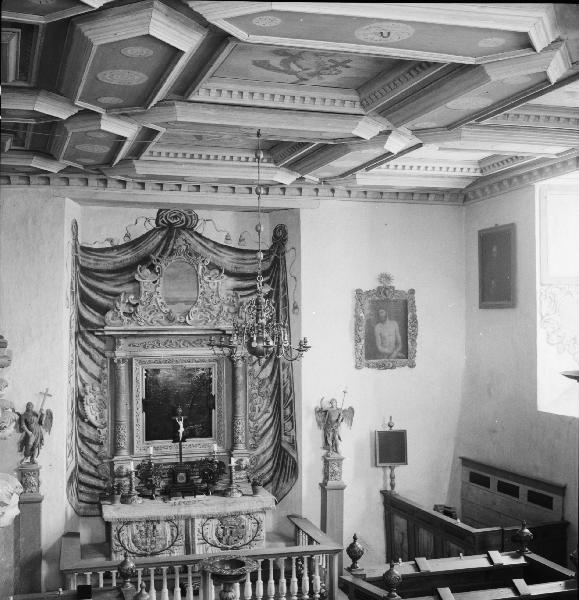
Altaret
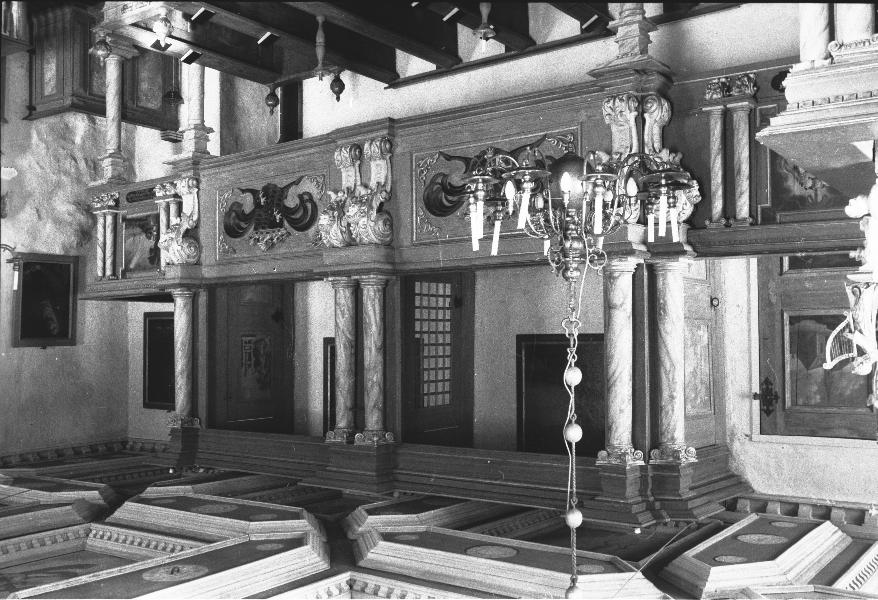
Interiör mot öster.
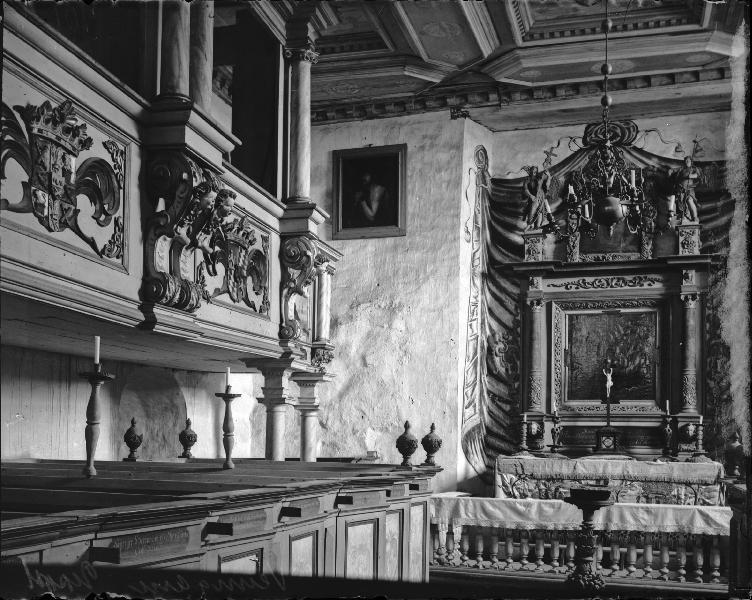
Interiör mot nordöst.
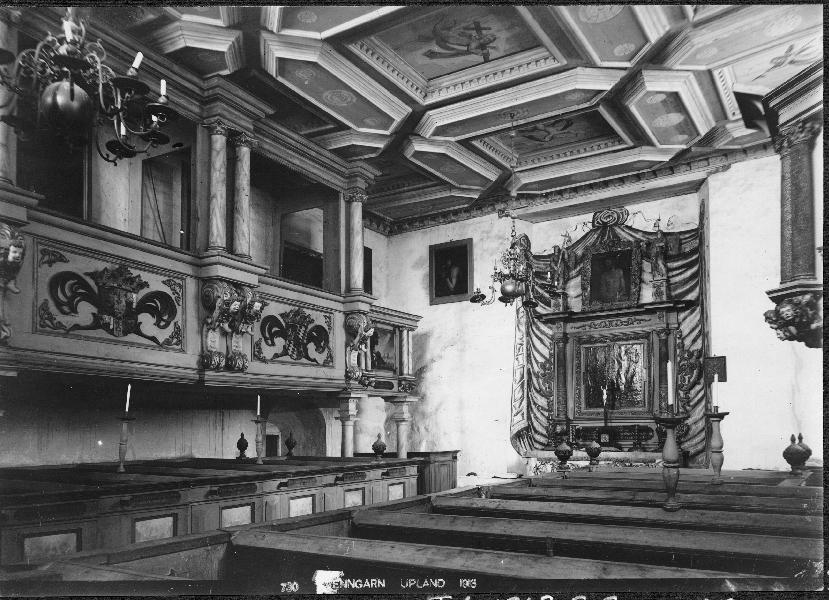
Herrskapsläktaren.
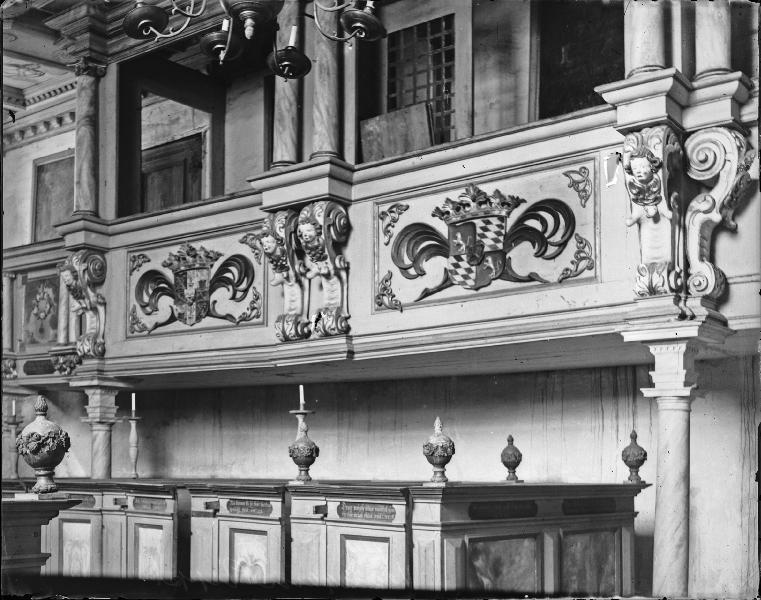
Norra herrskapsläktaren.
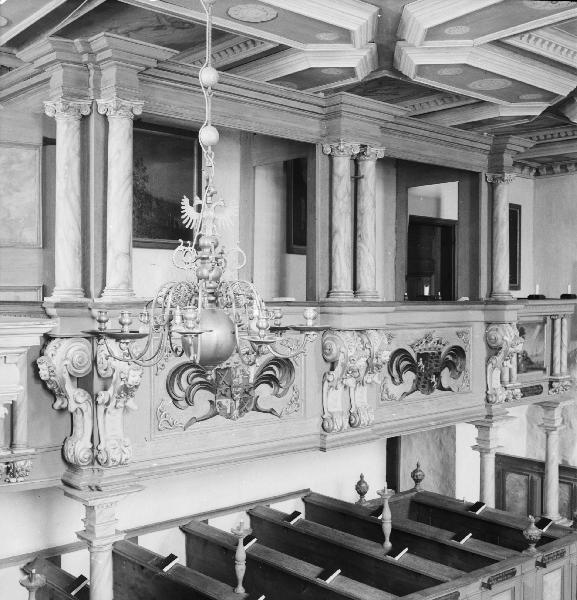
Norra herrskapsläktaren.
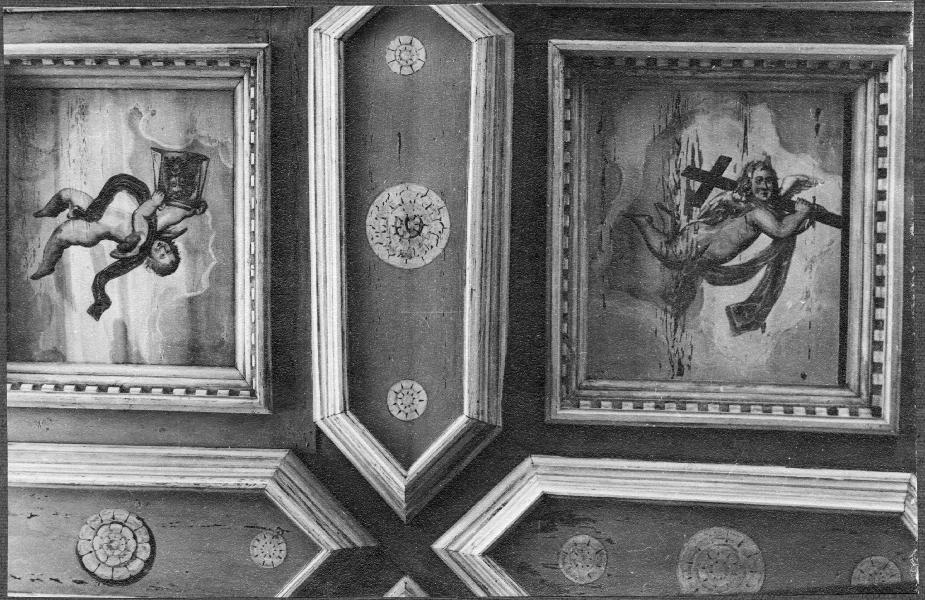
Kassettaket, målning på trä, sannolikt från 1500-talets slut.

### Kassettakets målningar på trä från 1500-talets slut
Kassettaket i renässans är ett par generationer äldre än slottet och hör till det sena 1500-talet.

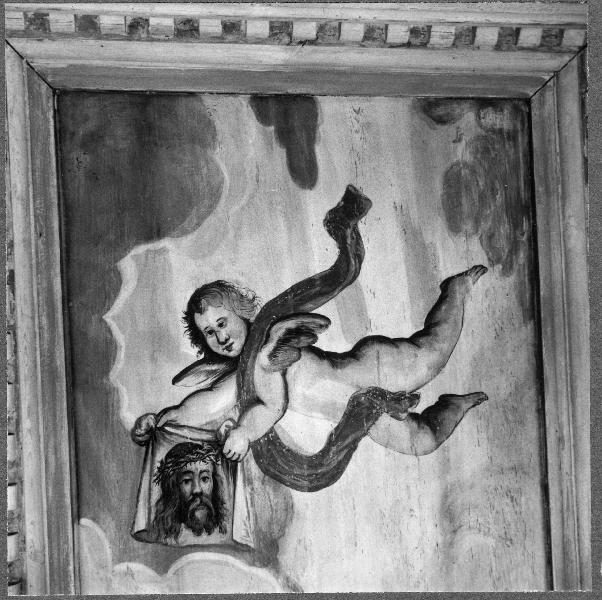
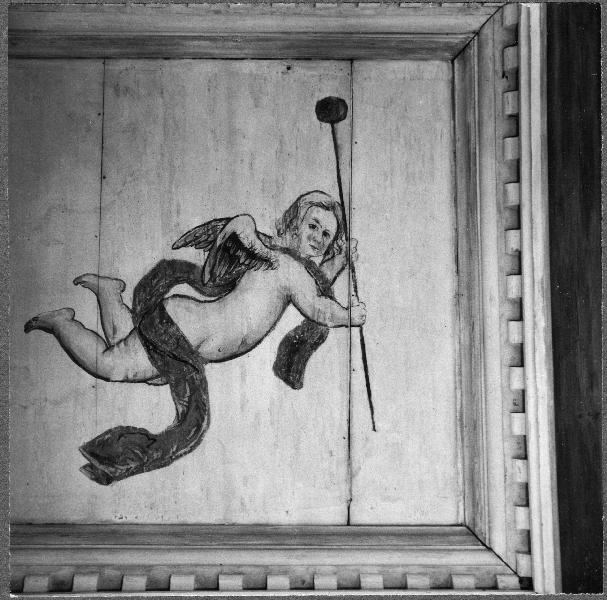
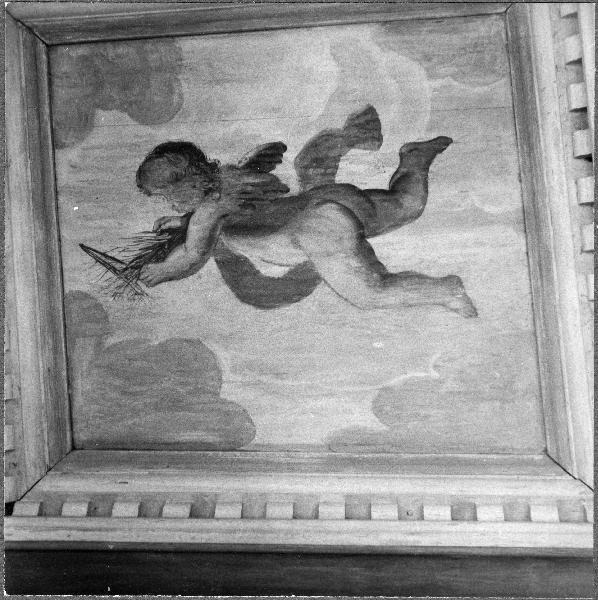
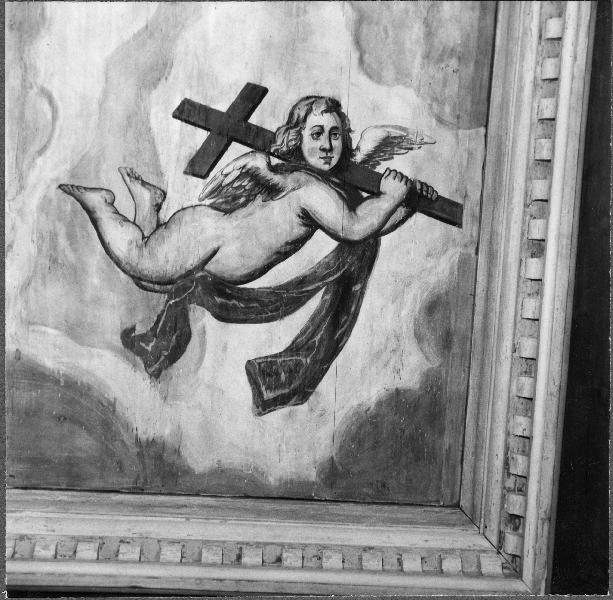
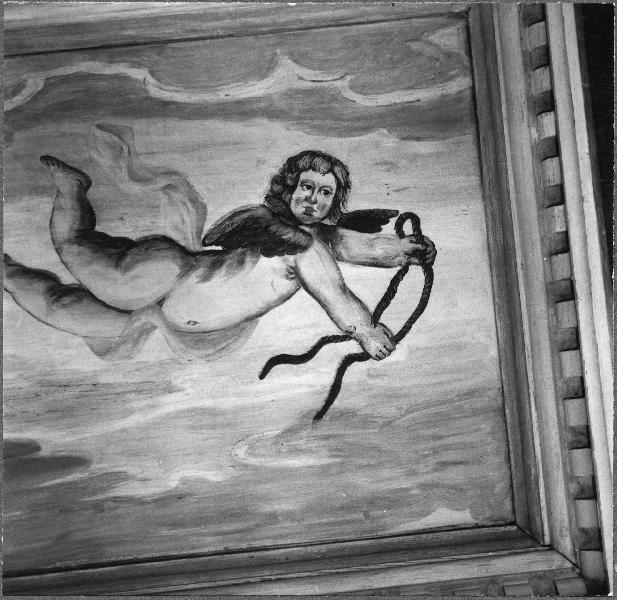
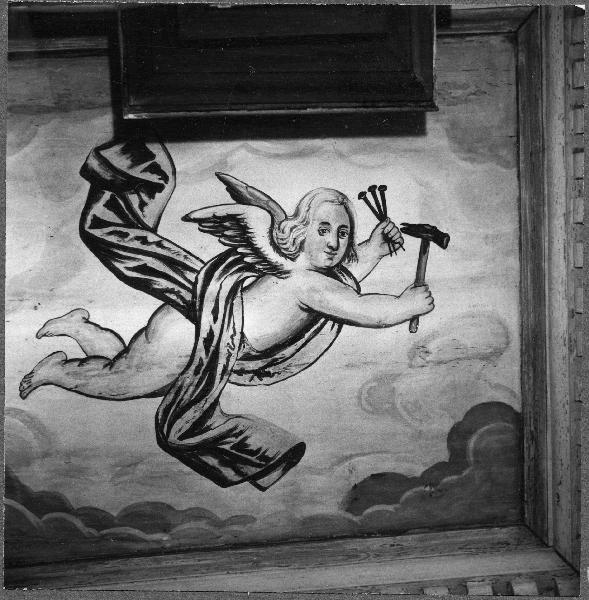
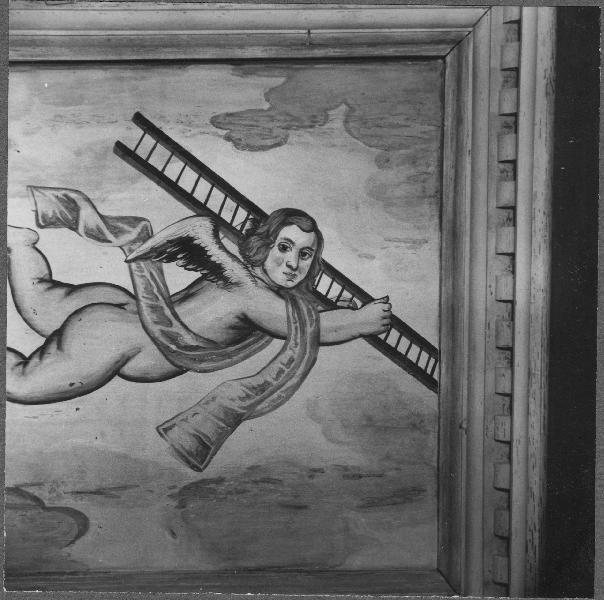
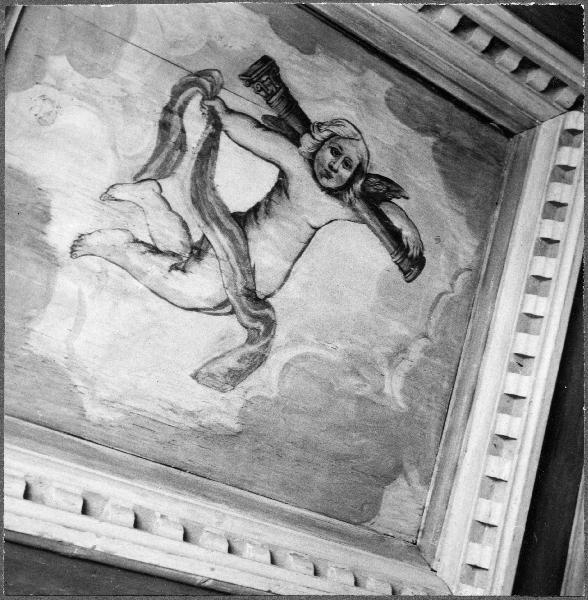
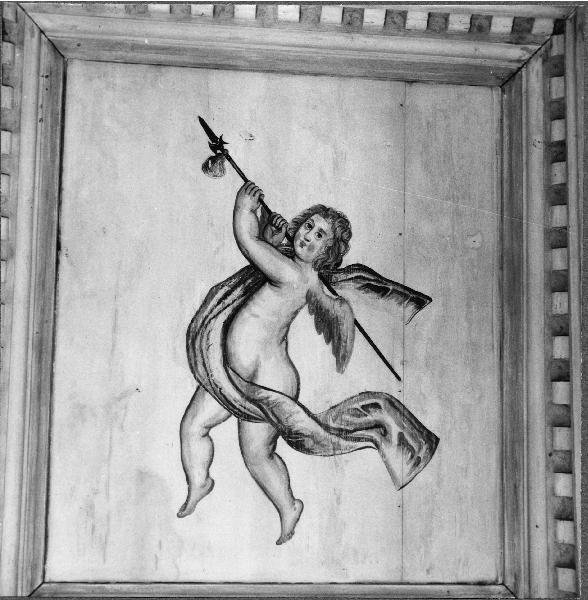
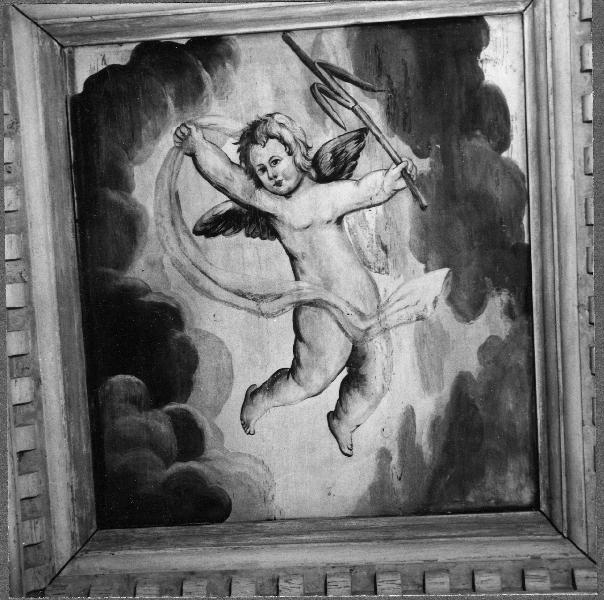
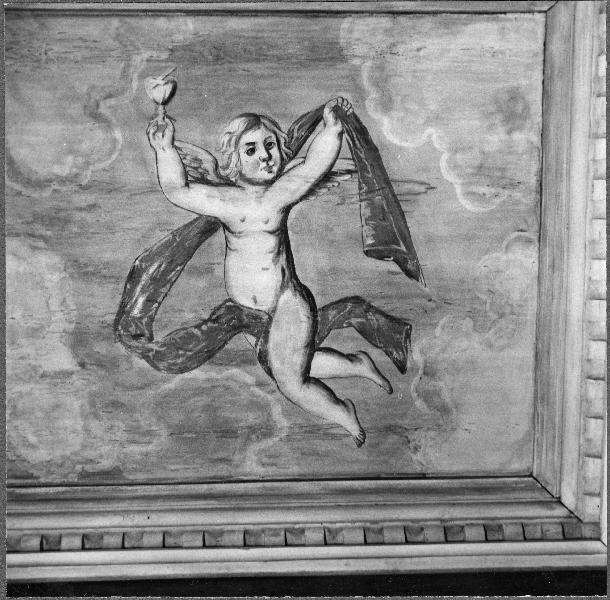